# Protesten in Saoedi-Arabië
De protesten in Saoedi-Arabië zijn een reeks van een protesten die sinds eind december 2010 tot eind 2012 in Saoedi-Arabië plaatsvonden. De protesten begonnen met een zelfverbranding van een 65-jarige man in Samtah, Jizan op 21 januari en protesten van een paar honderd mensen eind januari in Jeddah en een aantal malen in februari en begin maart in de steden van Qatif, al-Awamiyah, Riyad, en Hofuf. Een van de belangrijkste online organisatoren van een geplande "Dag van Woede" op 11 maart, Faisal Ahmed Abdul-Ahad (of Abdul-Ahadwas), werd beweerd te zijn gedood door Saudische veiligheidstroepen op 2 maart, tegen die tijd had een van de Facebook-groepen die de plannen bespraken meer dan 26.000 leden.
De protesten zijn echter nooit zo grootschalig geweest als in andere landen in het Midden-Oosten. Waarschijnlijk is het feit dat de Saoedische economie iedere Saoedi van een redelijk levenspeil verzekert hier debet aan. Een sjiitische activist vatte het samen met de woorden: 'In een land waar je geen belasting betaalt, zorg en onderwijs gratis zijn en de nationale hobby uit shoppen bestaat, liggen de prioriteiten anders dan in een land als Syrië.